# Самарин, Ефим Иванович
Ефим Иванович Самарин (1586?—1657) — русский военный и государственный деятель.

## Биография
Родился, вероятно, в 1586 году. Из рода Самариных-смольнян, принадлежал сперва к смоленскому дворянству, а в 1628 году пожалован в московские дворяне. Ефим Иванович поступил на службу в 1601 году.
В 1612 году находился в подмосковном ополчении. С 1614 по 1618 годы участвовал в борьбе с казаками и поляками; в промежуток времени с 1619 по 1628 год служил в Туле, в большом полку южного войска, охранявшего Русское царство от набегов крымских татар. Весною 1628 года Ефим Иванович, во главе небольшого отряда, провожал от Воронежа до Азова турецкого посла Фому Кантакузина и русских послов, Семёна Яковлева и дьяка Евдокимова. Осенью он уже вернулся в Москву и 8 сентября был, в числе других дворян, у Государева стола.
Перед второй польской войной, в 1631 году он состоял при Засекине, который был послан в Новгород навстречу иноземному войску, нанятому полковником Александром Лесли, и оставался там и в следующем году при Барятинском, а во время самой войны, с половины 1633 года, он был воеводой в Стародубе. По заключении мирного договора Ефим Иванович находился в свите посольства Алексея Львова, отправленного в Польшу для закрепления вечного мира королевскою присягой (1634—1635), и за эту службу получил, между прочим, серебряный ковш.
Из последующей службы известно, что в 1643/1644 году он был воеводой на Терке, в 1647 году служил в Ливнах в войске, оборонявшем Украину от татар, и в 1655 году был дозорщиком Зарайска. Умер в 1657 году.